# Sadowe (rejon gorłowski)
Sadowe (ukr. Садове) – osiedle na Ukrainie, w obwodzie donieckim, w faktycznie niefunkcjonującym rejonie gorłowskim, od 2014 pod kontrolą marionetkowej, zależnej od Rosji Donieckiej Republiki Ludowej. W 2001 liczyło 1141 mieszkańców, spośród których 133 wskazało jako ojczysty język ukraiński, 997 rosyjski, 5 ormiański, a 6 inny.